# Chiesa del Divo Martino
La chiesa del Divo Martino è un luogo di culto cattolico situato nel comune di Portofino, in salita della Chiesa, nella città metropolitana di Genova. La chiesa è sede della parrocchia di San Martino e San Giorgio del vicariato di Rapallo-Santa Margherita Ligure della diocesi di Chiavari.

## Storia

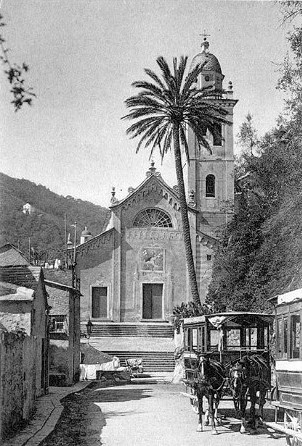
La chiesa in una fotografia di inizio Novecento

La parrocchiale, dedicata al santo Martino di Tours, è ubicata presso il borgo più antico di Portofino e la sua edificazione sembrerebbe risalire al XII secolo in stile romanico lombardo, così come la locale chiesa di San Giorgio. La chiesa fu rivista in diversi rimaneggiamenti nel corso del XIX secolo così come si presenta allo stato attuale. La consacrazione avvenne il 10 giugno del 1548.
La storia della comunità parrocchiale pare essere ancora più antica poiché, così come attestano alcune fonti, fu istituita anteriormente all'XI secolo. Uno dei documenti originari, citanti l'antica chiesa di San Martino, sono datati al 1130 dove è riportata la decisione di papa Innocenzo II di cedere la proprietà della chiesa ai monaci della vicina abbazia di San Fruttuoso di Camogli; gli stessi privilegi furono confermati da papa Alessandro III nel 1164. La proprietà della chiesa passò nei secoli successivi a diversi proprietari tra cui al principe Andrea Doria e ai suoi eredi per bolla pontificia di papa Giulio III nell'8 marzo del 1550. Fu l'arcivescovo di Genova monsignor Giambattista Spinola ad eleggere la parrocchia al titolo di arcipretura il 25 maggio del 1696.
Dal 1885 le parrocchie di Portofino e Santa Margherita Ligure (chiesa di San Giacomo di Corte e chiesa di Nozarego) passarono alla giurisdizione dell'arcidiocesi di Genova e, alla sua istituzione, alla diocesi di Chiavari nel 1892.

## Descrizione

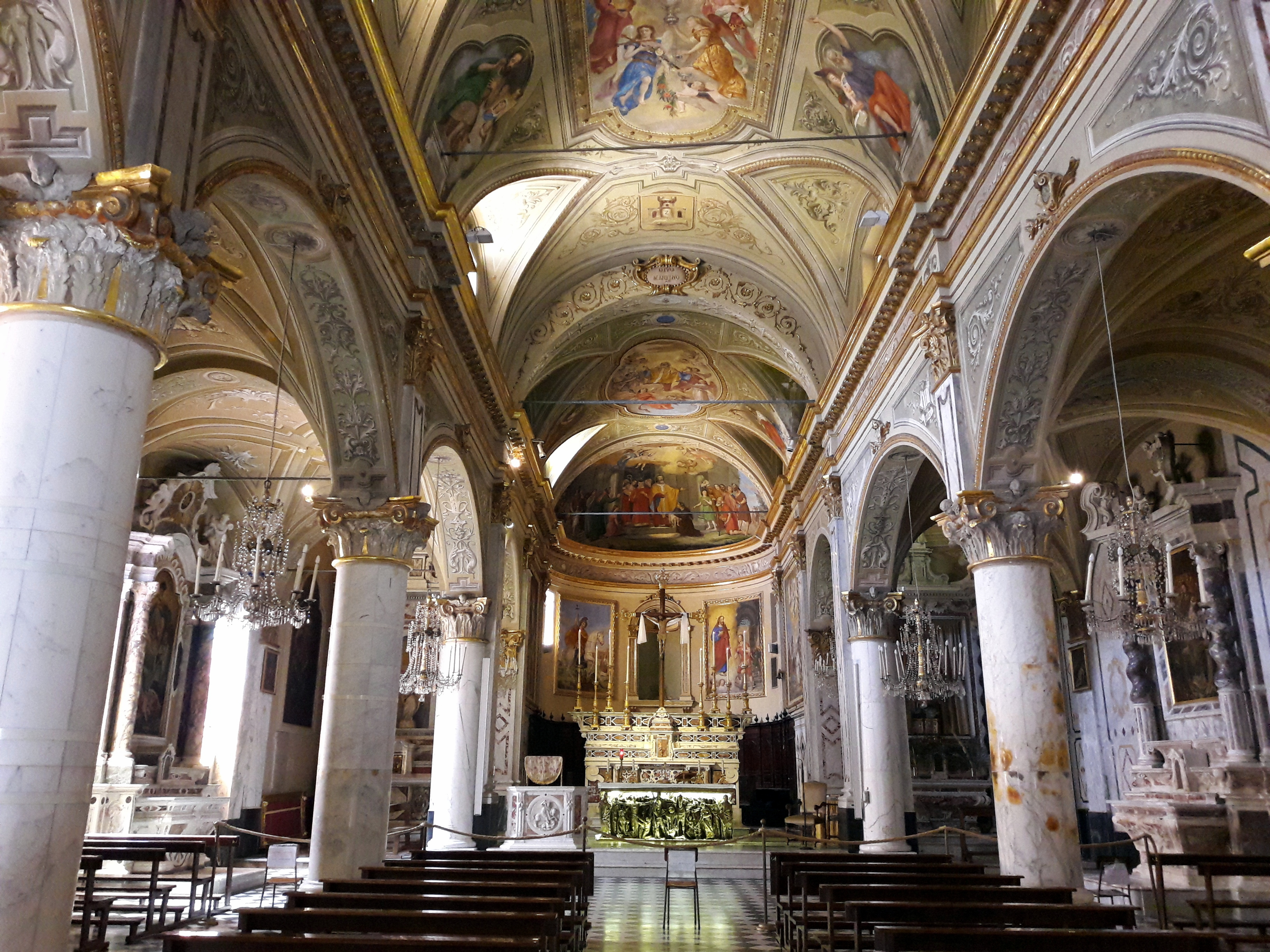
La navata centrale

All'interno sono conservate diverse opere pittoriche e scultoree quali un gruppo ligneo raffigurante la Deposizione di Cristo dello scultore genovese Anton Maria Maragliano, la tela della Madonna del Rosario di pittore sconosciuto ma quasi sicuramente di scuola genovese del XVIII secolo, l'Annunciazione del Settecento e infine un dipinto raffigurante i santi Rocco, Sebastiano e Pantaleo di un pittore ligure del XVI secolo utilizzante la stessa tecnica di Teramo Piaggio.